# Keskusta (district de Vaasa)
Pour les articles homonymes, voir Keskusta.
Le district de Keskusta (finnois : Keskustan suuralue) est l'un des douze districts de Vaasa en Finlande.

## Description
Le district, situé au centre-ville, compte 14 782 habitants (31 décembre 2017).
Il regroupe les quartiers suivants :
- Keskusta
- Hietalahti

| Carte de lieux et monuments du centre de Vaasa                                    |
| Carte interactive de lieux et monuments de Vaasa (cliquer pour voir les détails). |